# Punta Ferruccio
Punta Ferruccio è un promontorio, da cui prende nome anche la zona limitrofa in cui è presente una spiaggia sottostante al promontorio, situata nel comune di Ortona. Esso è situato a nord della riserva dei Ripari di Giobbe e a sud della Lido Riccio e Torre Mucchia, facente parte della Costa dei trabocchi. 
Nota come una delle spiagge più belle della costiera d'Abruzzo per le sue bellezze naturali, la spiaggia, costeggiata dalla ferrovia, si affaccia sotto un promontorio; a causa della natura morfologica del territorio, l'accesso a tale spiaggia è stato impedito per colpa delle numerose frane che hanno causato in un secolo lo slittamento della linea ferroviaria e che dal 2006 si sono acutizzati.